# Palácio do Jaburu
O Palácio do Jaburu é um edifício localizado em Brasília, capital do Brasil. O palácio é designado como a residência oficial do Vice-presidente do Brasil. Situa-se às margens do lago Paranoá, diante da Lagoa do Jaburu, do qual herdou o nome.
O palácio foi projetado por Oscar Niemeyer em 1973, tendo sido ocupado pela primeira vez em 1977. Diferente da residência do presidente, o Palácio da Alvorada, que é bem maior e preza pela monumentalidade, o Jaburu remete a uma casa mais intimista e privativa, não tendo grandes salões e valorizando a parte externa, mas ainda com as características da arquitetura moderna típicas de seu arquiteto. Assim como outras obras de Niemeyer em Brasília, é tombado como Patrimônio Cultural pelo Instituto de Patrimônio Histórico e Artístico Nacional (IPHAN).
Desde sua abertura, foi usado pelos vices, exceto por curtos períodos entre 1985 e 1990 e entre 2016 e 2018, quando José Sarney e Michel Temer continuaram a usar o palácio após tornarem-se presidentes. Atualmente é ocupado pela vice-presidência da república, hoje exercida por Geraldo Alckmin.

## História

Oscar Niemeyer projetou o Palácio do Jaburu.

O Palácio do Jaburu foi projetado pelo arquiteto Oscar Niemeyer para ser a residência oficial do vice-presidente da República, dentro da concepção urbanística proposta por Lúcio Costa para Brasília. Foi projetado em 1973 e ocupado pela primeira vez pelo vice de Ernesto Geisel, Adalberto Pereira dos Santos, em 1977, dezessete anos após a inauguração de Brasília.
Localizado ao longo da Via Presidencial, entre o Palácio do Planalto e o da Alvorada, o Palácio do Jaburu está no nível topográfico do Lago Paranoá, ocupando terreno de 190 mil metros quadrados. O palácio recebeu esse nome por ficar ao lado da Lagoa do Jaburu, que diferente do vizinho Lago Paranoá, é um corpo de água natural.
Entre o final de 1985 e 1990, no período que o vice-presidente José Sarney assumiu a presidência, o Palácio do Jaburu foi usado como residência temporária para chefes de estado estrangeiros em visita oficial ao Brasil pelo Itamaraty, voltando a ser a residência do vice-presidente após esse período.

Quando Michel Temer se tornou presidente após o impeachment de Dilma Rousseff em 2016, ele deixou o palácio para ir morar no Palácio da Alvorada, mas voltou após onze dias e preferiu permanecer no Jaburu durante sua presidência, até o fim de 2018. Ele teria dito que o Jaburu era mais aconchegante que o Alvorada, que seria "grande e longe demais". Enquanto Temer foi morador do palácio, entre 2010 e 2018, gastou 24 mil reais em reparos, trocas de móveis e a instalação de uma tela de proteção para evitar acidentes com o filho pequeno, que apesar de desconfigurar a fachada tombada, foi autorizada pelo IPHAN devido ao caráter temporário.
| |  |  |
| Adalberto Pereira dos Santos e Aureliano Chaves, nesta ordem, foram os dois primeiros vices ocupantes do Palácio do Jaburu. |  |  |

### Vice-presidentes residentes
Os vice-presidentes que ocuparam o Palácio do Jaburu foram:
- Adalberto Pereira dos Santos, vice-presidente de Ernesto Geisel.
- Aureliano Chaves, vice-presidente de João Figueiredo.
- José Sarney, presidente interino, vice-presidente de Tancredo Neves.[nota 1]
- Itamar Franco, vice-presidente de Fernando Collor.
- Marco Maciel, vice-presidente de Fernando Henrique Cardoso.
- José Alencar, vice-presidente de Luiz Inácio Lula da Silva.
- Michel Temer, vice-presidente de Dilma Rousseff
- Hamilton Mourão, vice-presidente de Jair Bolsonaro.
- Geraldo Alckmin, vice-presidente de Luiz Inácio Lula da Silva.

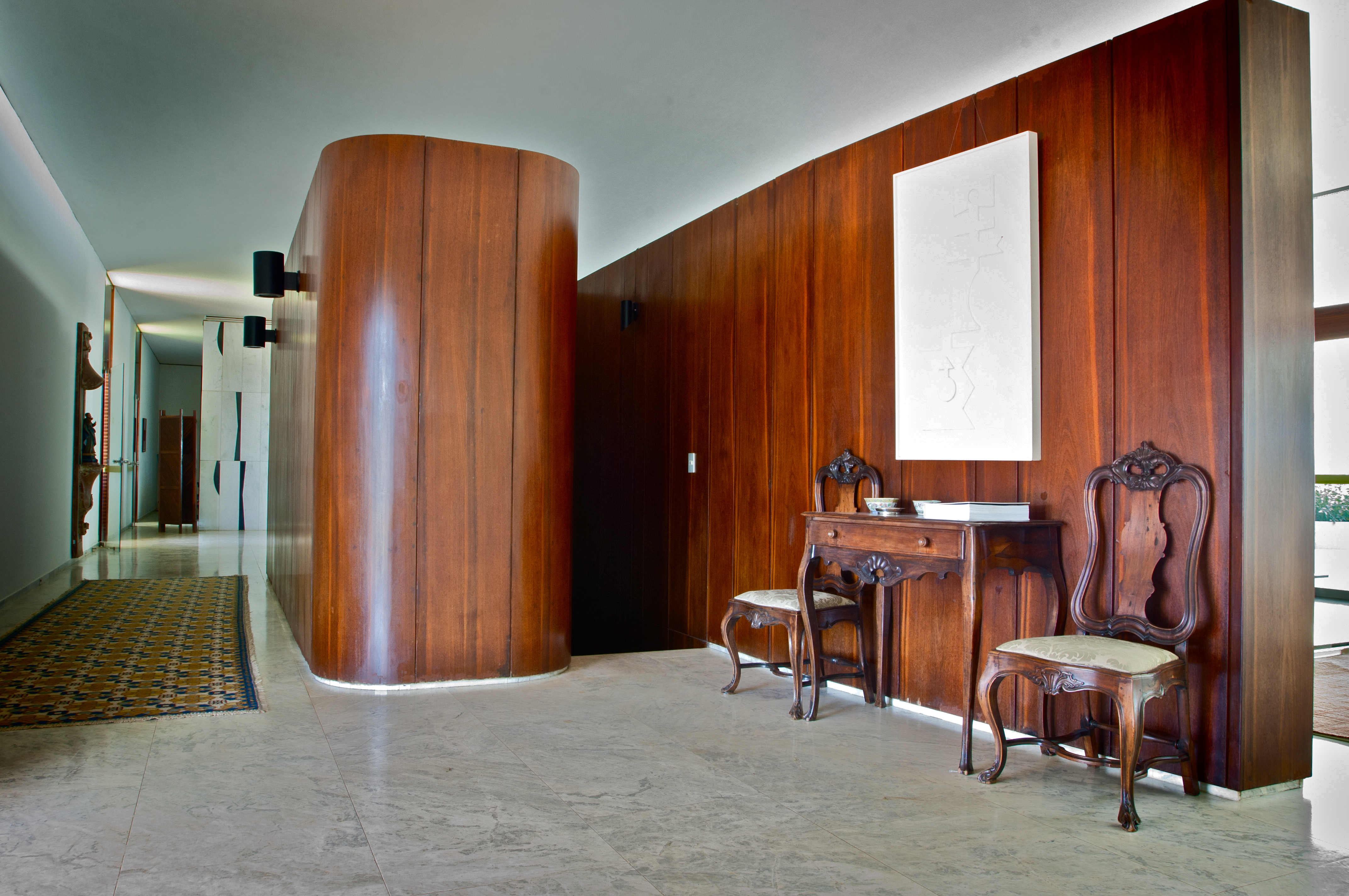
Hall de entrada.

## O Palácio
Oscar Niemeyer queria que o palácio tivesse um aspecto brasileiro, adotando elementos da arquitetura colonial em alguns móveis e em características como as largas varandas protegidas e o pátio interno, mas também trazendo as características típicas da arquitetura moderna brasileira, com plasticidade no uso do concreto armado. O arquiteto se preocupa em garantir a intimidade dos moradores, com poucas aberturas nos quartos e grandes aberturas nas salas, mas que, voltadas para o interior e com o térreo estando um metro acima do solo, tem privacidade.

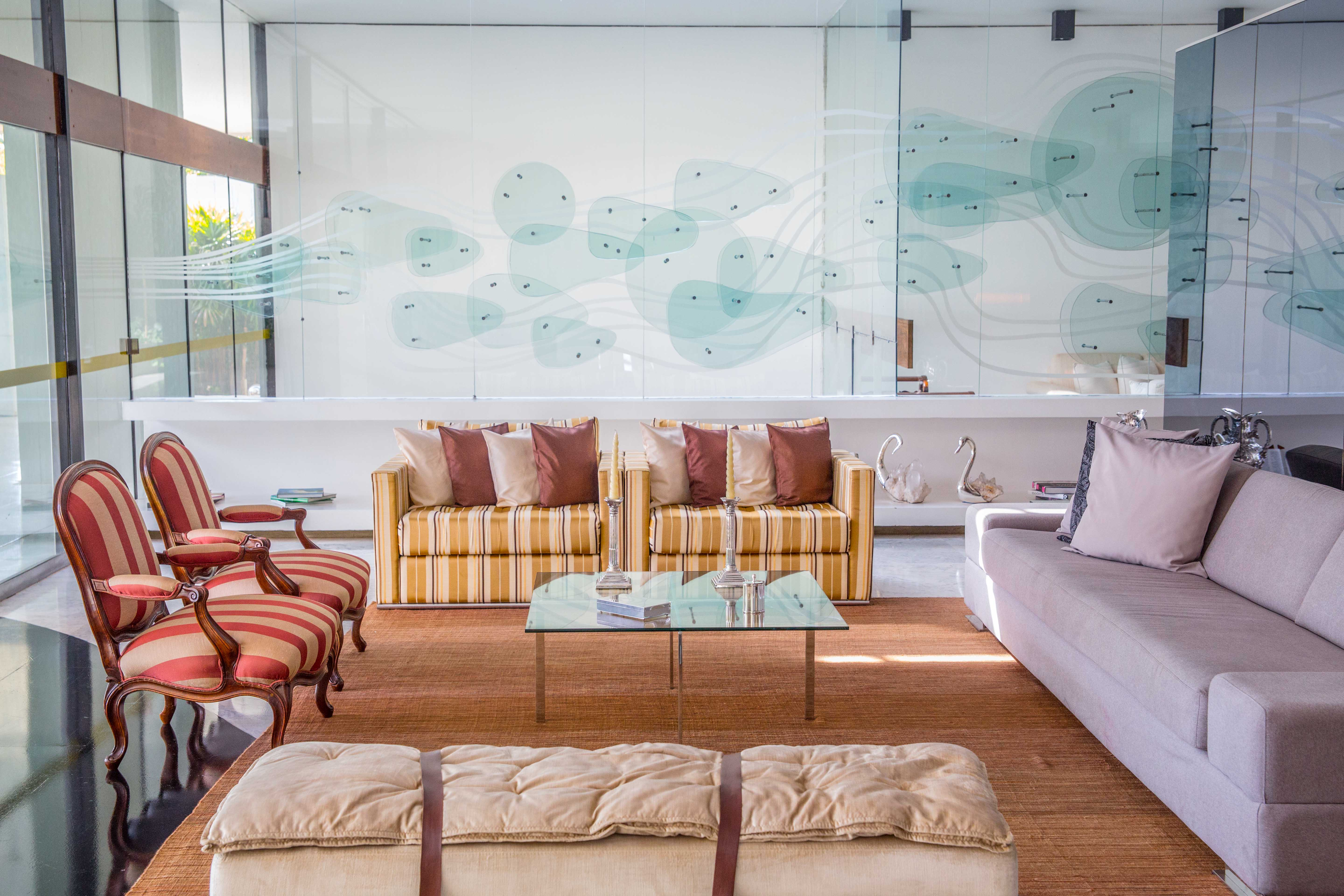
Vitral de Marianne Peretti na entrada da sala de estar.

### Interior

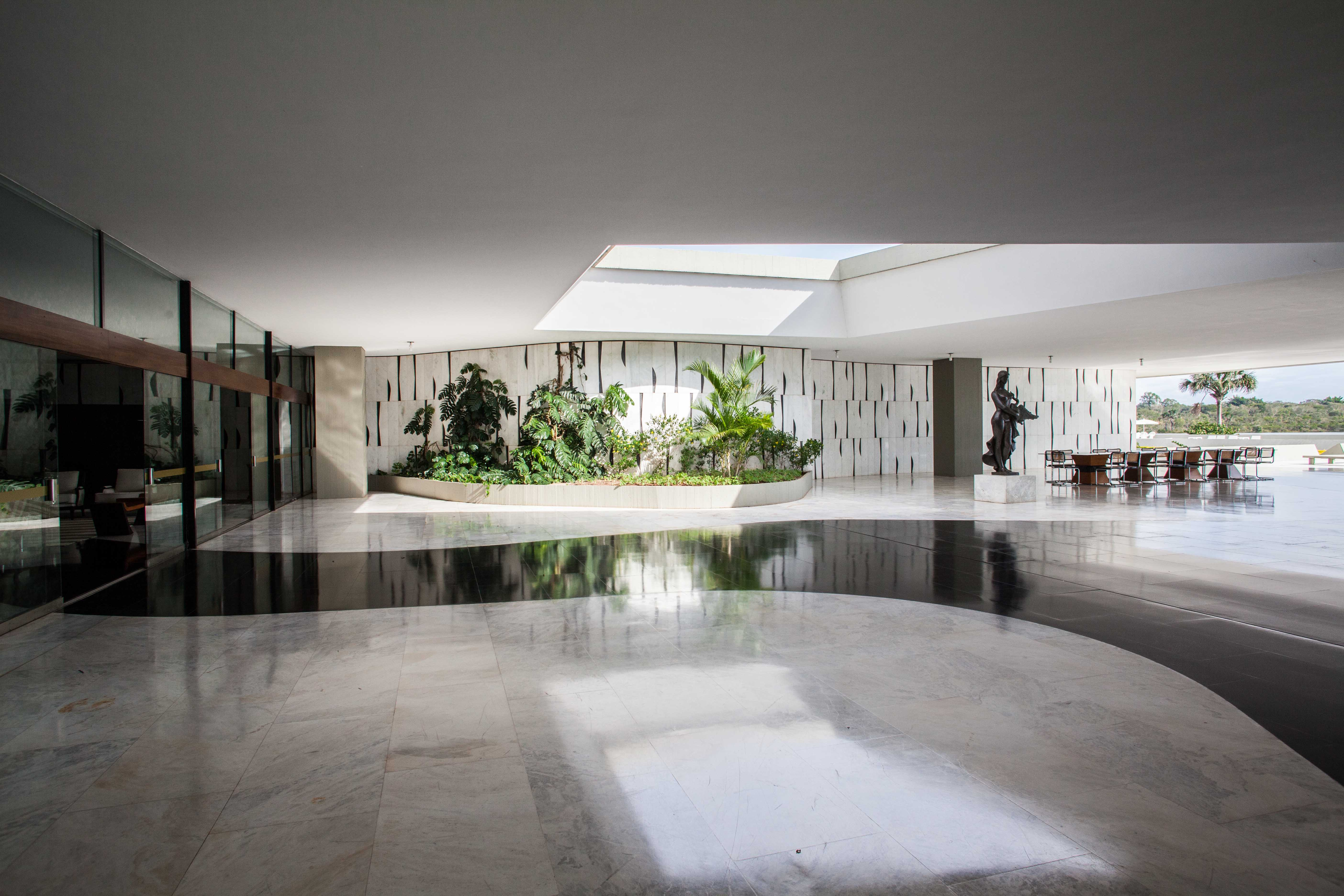
O Pátio interno ajardinado.

O hall de entrada tem um quadro de Rubem Valentim. Ficam ali uma mesa brasileira do século XIX e as cadeiras de jacarandá do século XVIII.  O escritório, voltado a pequenas reuniões, tem piso e revestimentos em madeira, uma mesa brasileira do século XIX e o quadro Cidade, de Antônio Bandeira. Ao lado, a capela do Palácio do Jaburu é repleta de obras de arte. Os vitrais são de Marianne Peretti, e os bancos e o altar foram desenhados por Anna Maria Niemeyer. No altar, há uma imagem de Nossa Senhora Aparecida, feita pelo artista Valcides Mairinque em um único bloco de madeira.
A Sala de Espera tem poltronas Marquesa, desenhadas pelo próprio Oscar Niemeyer. Um painel de vidro, também de Marianne Peretti, divide a Sala de Espera da Sala de Estar, que tem uma parede revestida com espelho, adornos de prata e mesa de centro projetados por Ludwig Mies van der Rohe, outro famoso arquiteto moderno. A Sala de Estar é separada da Sala de Almoço por um grande painel curvilíneo.
Na Sala de Almoço ficam cadeiras Tião, do designer Sergio Rodrigues, e um baldaquim com uma imagem sacra. Na outra parede, uma obra de arte em mármore feita por Athos Bulcão. Outros móveis da casa tem desenhos de George Nelson e Hannah e Morrison. Há também uma sala de jantar, com dez lugares.
No mesmo piso ficam a suíte do casal e outros quartos, além da cozinha. No subsolo ficam sala de TV, cinema particular, dispensa, frigorífico, lavanderia, alojamentos para empregados e a garagem.

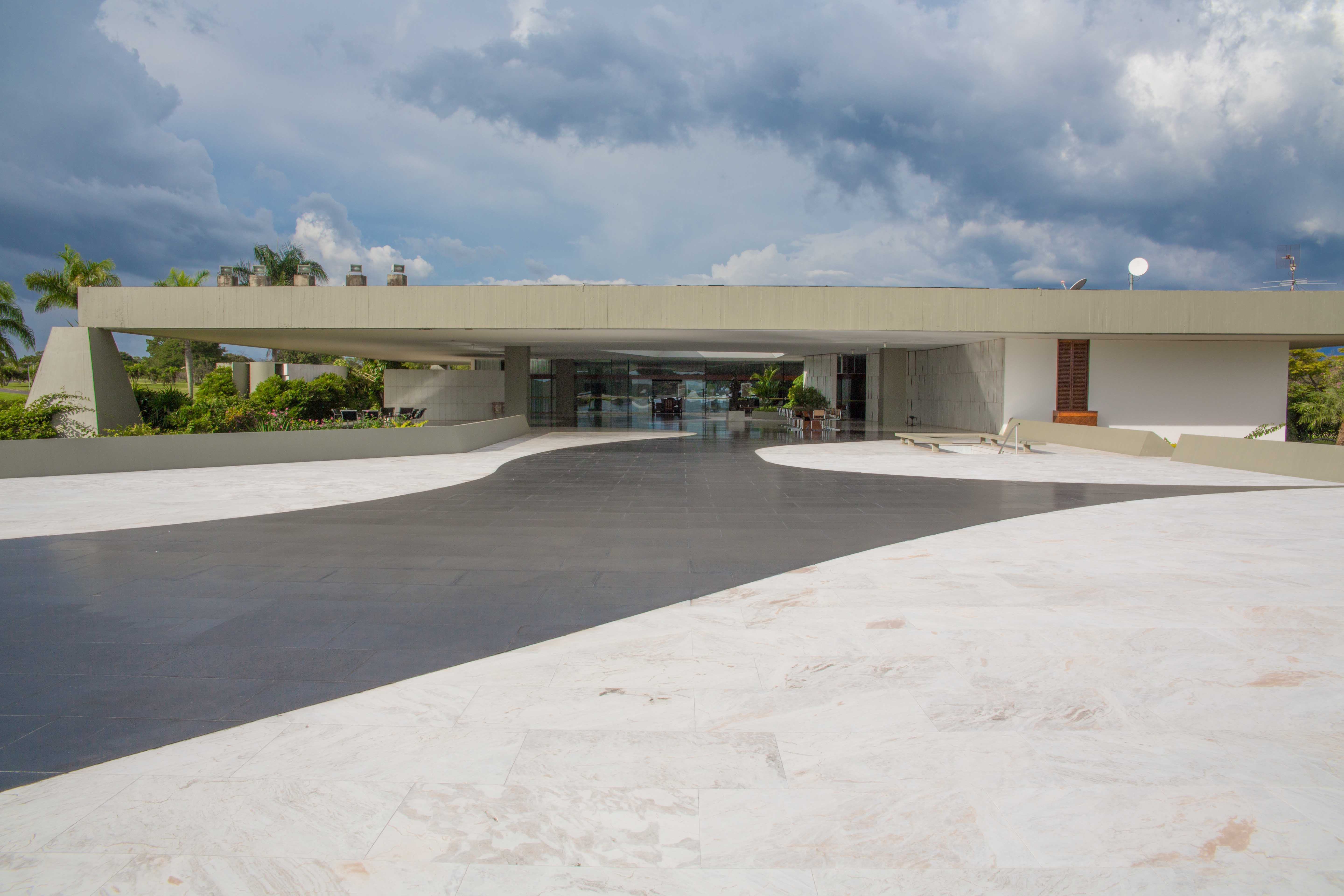
Fachada externa.

### Exterior

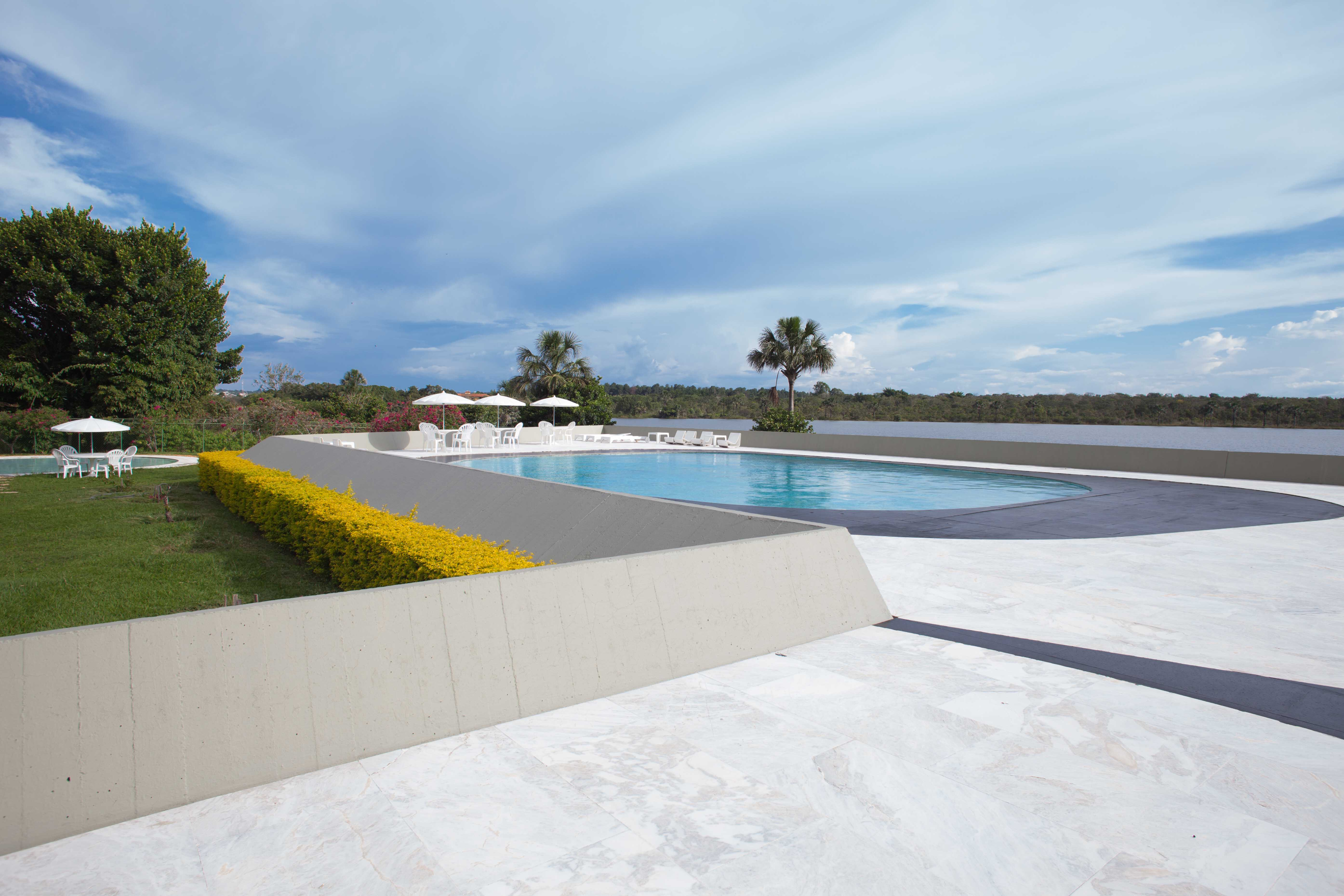
Pátio externo e piscina.

A principal característica do Palácio e o que o diferencia, fundamentalmente, de outros, como o Alvorada, é o fato de ser uma construção exclusivamente destinada a moradia. Os seus 4.283 metros quadrados privilegiam mais a área externa, com generosas varandas, do que as áreas comuns, como os salões, cujas dimensões se aproximam das de outras residências e não dos palácios tradicionais. O grande pátio interno, ajardinado, se prolongando desde a sala e se estendendo até a lagoa do Jaburu, com piscina e um pequeno embarcadouro, é o destaque do projeto, na opinião do próprio Niemeyer.

#### Jardim
Em seu jardim, projetado pelo paisagista Roberto Burle Marx, foram cuidadosamente mantidas várias espécies de árvores típicas do cerrado original, que hoje se misturam às fruteiras e às plantas ornamentais trazidas de outras regiões do País, como paineiras, ipês e palmeiras. A tranquilidade do lugar ajuda a transformá-lo em um viveiro natural de pássaros, que acabaram por misturar-se às emas que circulam livremente pela imensa área gramada. Além delas, são facilmente vistos no Jaburu aves como cardeal-do-nordeste, coleiro baiano e siriri. O jardim de Burle Marx tem um tombamento específico, a parte da proteção do palácio, junto de outros jardins feitos pelo paisagista na capital brasileira.

## Visitação
A visitação do Palácio é feita no mesmo passeio que as visitas ao Alvorada, nas quartas-feiras, das 15 às 17h, sem agendamento prévio.